# In Ghost Colours
In Ghost Colours è il secondo album discografico in studio del gruppo musicale australiano Cut Copy, pubblicato nel 2008.

## Tracce
1. Feel the Love – 4:28
2. Out There on the Ice – 4:58
3. Lights & Music – 4:37
4. We Fight for Diamonds – 1:02
5. Unforgettable Season – 3:13
6. Midnight Runner – 2:33
7. So Haunted – 4:27
8. Voices in Quartz – 1:21
9. Hearts on Fire – 4:53
10. Far Away – 4:56
11. Silver Thoughts – 0:29
12. Strangers in the Wind – 4:44
13. Visions – 1:10
14. Nobody Lost, Nobody Found – 4:39
15. Eternity One Night Only – 3:06

## Formazione
- Dan Whitford - voce, tastiere, chitarra
- Tim Hoey - chitarra, sampler
- Bennett Foddy - basso
- Mitchell Scott - batteria